# .vc
.vc је највиши Интернет домен државних кодова (ccTLD) за Свети Винсент и Гренадине.